# Prekopakra
Prekopakra – wieś w Chorwacji, w żupanii pożedzko-slawońskiej, w mieście Pakrac. W 2011 roku liczyła 1066 mieszkańców.